# Шуп, Энсон
Э́нсон «Энди» Д. Шу́п-младший (англ. Anson D. Shupe; 21 января 1948, Буффало, штат Нью-Йорк, США — 4 мая 2015, Блумингтон, штат Индиана, США) — американский социолог религии. Известен своими исследованиями в области новых религиозных движений, антикультового и контркультового движения, насилия в семье, сексуальных злоупотреблений среди католических и протестантских священнослужителей, мормонов и иудейских раввинов.

## Биография
Родился в городе Буффало штата Нью-Йорк в семье Энсона Д. Шупа и Элизабет Франсенс (Джослин) Шуп.
В 1966 году окончил среднюю школу города Лебанона штата Пенсильвания. В 1970 году окончил Вустерский колледж со степенью бакалавра гуманитарных наук по социологии. В 1970—1971 годы — студент-ассистент кафедры социологии Индианского университета. В 1972 году в Индианском университете получил степень магистра гуманитарных наук по социологии.
В 1971—1974 годы — преподаватель-ассистент кафедры социологии Индианского университета. В 1973—1974 годы — кенкюша (приглашённый исследователь) Лаборатории сельскохозяйственной политики Университета Симане.
В 1975 году в Индианском университете получил учёную степень доктора философии по социологии защитив диссертацию по теме «Политическая культура, политическая деятельность и социальная структура в сельской Японии» (англ. Political Culture, Political Activity and Social Structure in Rural Japan).
В 1975—1976 годы — старший преподаватель отделения общественных наук Альфредского университета. В 1976—1978 годы — старший преподаватель кафедры социологии, антропологии и социальной работы Техасского университета в Остине. В 1978—1986 годы — ассоциированный профессор кафедры социологии, антропологии и социальной работы Техасского университета в Остине и помощник директора Центра общественных исследований. В 1985 году — приглашённый преподаватель Илиффской школы теологии. В 1986 году — профессор кафедры социологии, антропологии и социальной работы Техасского университета в Остине и помощник директора Центра общественных исследований. В 1987 году — преподаватель Илиффской школы теологии. В 1987—1991 годы — профессор и заведующий кафедрой социологии и антропологии Индианского университета — Университет Пердью в Форт-Уэйне. В 1991—2012 годы — профессор кафедры социологии Индианского университета — Университет Пердью в Форт-Уэйне.
Умер 4 мая 2015 года в Блумингтонской больнице центра здравоохранения Индианского университета «Indiana University Health». 8 мая состоялась кремация.
Владел японским (разговорный и частично чтение), испанским (чтение и частично разговорный), французский (чтение), севернокитайский язык (средний уровень: разговорный и чтение).
Сотрудничал с такими учёными, как Дэвид Бромли и Джефри Хэдден.
Член студенческой общественной организации Вустерского колледжа Beta Kappa Phi.
Добровольный ведущий на блумингтонском общественном радио WFHB.

## Личная жизнь
27 июня 1970 года в городе Спрингфилде штата Иллинойс женился на Жанет Энн Кликна. От этого брака имел двоих детей — дочь Эбигейл и сына Эндрю.
Имел чёрные пояса по дзюдо и карате.

## Научные труды

### Монографии
- Bromley D. G., Shupe A. D. «Moonies» in America: Cult, Church, and Crusade. — Beverly Hills: SAGE Publications, 1979. — 263 p.
- Shupe A. D. The New Vigilantes: Anti-Cultists, Deprogrammers and the New Religions. — Beverly Hills: SAGE Publications, 1980. — 267 p.
- Shupe A. D. Six Perspectives on New Religions: A Case Study Approach. — Lewiston and Queenston: Edwin Mellen Press, 1981. — 235 p. — ISBN 0-88946-983-0.
- Bromley D. G., Shupe A. D. Strange Gods: The Great American Cult Scare. — Boston: Beacon, 1981. — 249 p. — ISBN 0-8070-3256-5.
- Bromley D. G., Shupe A. D., Oliver D. L. The Anti-Cult Movement in America: A Bibliography and Historical Survey. — New York: Garland Press, 1984. — 169 p.
- Bromley D. G., Shupe A. D. A Documentary History of the Anti-Cult Movement. — Arlington: University of Texas Center for Social Research Press, 1986. — 376 p.
- Shupe A. D., Heinerman J. The Mormon Corporate Empire. — Boston: Beacon, 1986. — ISBN 0-8070-0406-5.
- Shupe A. D., Hadden J. Televangelism, Power and Politics on God’s Frontier. — Henry Holt & Co, 1988. — 325 p. — ISBN 0-8050-0778-4.
- Shupe A. D. The Darker Side of Virtue: Corruption, Scandal, and the Mormon Empire. — Prometheus Books, 1991. — 168 p. — ISBN 0-87975-654-3.
- Bromley D. G., Shupe A. D. Anti-Cult Movements in Cross-Cultural Perspective. — New York and London: Garland Publishing, 1994. — ISBN 0-8153-1428-0.
- Shupe A. D., Stacey W. A., Hazlewood L. H. The Violent Couple. — Westport: Praeger Publishers, 1994. — 182 p.
- Shupe A. D., Darnell S. E. Agents of Discord: The Cult Awareness Network, Deprogramming and Bad Science. — New Brunswick: Transaction, 2006. — ISBN 0-7658-0323-2.
- Shupe A. D. Spoils of the Kingdom — Clergy Misconduct and Religious Community. — University of Illinois Press, 2007. — ISBN 0-252-03159-8, ISBN 978-0-252-03159-5.

### Статьи
- Shupe A. D., Darnell S. E., Moxon K. The Cult Awareness Network and the Anticult Movement: Implications for NRMs in America // New Religious Movements and Religious Liberty in America / edited by Derek H. Davis and Barry Hankins. — Waco: J. M. Dawson Institute of Church-State Studies and Baylor University Press, 2002. — ISBN 0-929182-64-2.
- Shupe A. D., Bromley D. G., Darnell S. E. The North American Anti-cult Movement: Vicissitudes of Success and Failure // The Oxford Handbook of New Religious Movements / ed. by James R. Lewis. — NY: Oxford University Press, 2004. — P. 184–205.
- Shupe A. D. Anticult Movements // Encyclopedia of Religion / ed. Lindsay Jones. — 2nd edition. — Thomson/Macmillan, 2005. — Vol. 1. — P. 395–397.
- Shupe A. D. Deprogramming // Encyclopedia of Religion / ed. Lindsay Jones. — 2nd edition. — Thomson/Macmillan, 2005. — Vol. 4. — P. 2291–2293.

### Редакция
- Religion and Politics in Comparative Perspective: Revival of Religious Fundamentalism in East and West / Bronislaw Misztal & Anson Shupe (Eds.). — Praeger Publishers, 1992. — 240 p. — ISBN 0-275-94218-X.
- Religion, Mobilization, and Social Action / Bronislaw Misztal & Anson Shupe (Eds.). — Praeger Publishers, 1998. — 260 p. — ISBN 0-275-95625-3.
- Bad Pastors: Clergy Misconduct in Modern America / Edited by Anson Shupe, William A. Stacey, Susan E. Darnell. — New York: New York University Press, 2000. — ISBN 0-8147-8147-0.